# Kfz-Kennzeichen (Japan)
Die Kfz-Kennzeichen werden in Japan von den regionalen Büros des japanischen Ministeriums für Land, Infrastruktur und Verkehr herausgegeben. Jedoch erhalten spezielle Fahrzeuge mit kleiner Motorleistung ihre Zulassung von der Gemeindeverwaltung anstatt von der Zentralverwaltung. Als Faustregel erhalten Pkw mit einem Hubraum von weniger als 2000 Kubikzentimetern Nummernschilder der Gruppe 5, d. h. die obere Kennzahl beginnt mit der Ziffer 5, während benzinbetriebene Pkw mit mehr als 2000 cm³ Hubraum Nummernschilder der Gruppe 3 (z. B. 330) erhalten. Weitere Kriterien für die Auswahl des Kennzeichens sind die Abmessungen des Fahrzeuges. Für amtliche Fahrzeuge des Kaiserlichen Hofamtes, der Selbstverteidigungsstreitkräfte, der ausländischen Diplomaten und der in Japan stationierten US-Militärs gelten andere Kennzeichenregeln.

## Aussehen

### Reguläre Kennzeichen
Die Kennzeichen werden in drei verschiedenen Größen, je nach Fahrzeugtyp herausgegeben. Diese sind:
- Groß: 220 mm × 440 mm (für Lkw und Busse)
- Mittel: 165 mm × 330 mm (übliche Größe für die meisten Fahrzeuge)
- Klein 125 mm × 230 mm (für bestimmte Kleinfahrzeuge und Motorräder)

|                                                           | Privat genutzt | Gewerblich genutzt |
| --------------------------------------------------------- | -------------- | ------------------ |
| Normale Fahrzeuge und Zweiradfahrzeuge (Hubraum <250 cm³) |                |                    |
| Kei-Cars („leichte Fahrzeuge“)                            |                |                    |

Um ein „Umlackieren“ der Kennzeichen zu verhindern, werden für die Schilder unterschiedliche Buchstabenbereiche verwendet. Im Einzelnen werden für folgende Hiragana verwendet:
- Weiße Kennzeichen:
さすせそたちつてとなにぬねのはひふほまみむめもやゆよらりるろ
- Mietwagen: れわ
- Grüne Kennzeichen: あいうえかきくけこを
- Private Autos für Arbeitnehmer in United States Forces Japan: Y,E,A

## Fahrzeugcodes
Die Tabelle listet die seit 1998 verwendeten Fahrzeugtypisierung im Nummernschild auf:
| Code      | Fahrzeugtyp | Technische Prüfung             |
| --------- | --- | ------------------------------ |
| 000       | Baufahrzeuge | zweijährlich                   |
| 1..       | Lkw mit mehr als 2000 cm³ Hubraum | zweijährlich                   |
| 2..       | Kleinbus | jährlich                       |
| 3..       | Pkw mit mehr als 2000 cm³ Hubraum | zweijährlich (Taxis: jährlich) |
| 4..       | Lkw und Kleinlaster mit einem Hubraum von zwischen 660 und 2000 cm³                                                                                         | zweijährlich                   |
| 5..       | Pkw mit einem Hubraum von zwischen 660 und 2000 cm³ | zweijährlich (Taxis: jährlich) |
| 7..       | Pkw mit einem Hubraum über 2000 cm³ oder breiter als 1,70 m                                                                                                 |                                |
| 77 bis 79 | Pkw mit einem Hubraum von zwischen 660 und 2000 cm³ (wird nur von wenigen Präfekturen ausgegeben)                                                           | zweijährlich (Taxis: jährlich) |
| 800       | Sonderfahrzeuge mit einem Hubraum über 660 cm³ (z. B: Feuerwehr-, Polizei-, Tank- oder Müllfahrzeuge, aber auch umgebaute Fahrzeuge, wie Übertragungswagen) | jährlich                       |
| 900       | Traktor und Arbeitsfahrzeuge | zweijährlich                   |

Die dargestellten Nummernschilder geben den Eindruck wieder, wie ein Kennzeichen von Tama (多摩 bei Tokyo) aussehen würde. Es enthält den Fahrzeugcode (500), im unteren Teil ein Hiragana-Zeichen und die vierstellige Kennzeichennummer, die durch einen Bindestrich in zwei Teile geteilt wird (hier: 12-34). Führende Nullen werden durch hochgestellte Punkte ersetzt, wobei der Bindestrich entfällt (Beispiel: • • 34).
Die Fahrzeugtypisierung spielt auch bei der Festsetzung der Kfz-Steuer eine bedeutende Rolle. Insbesondere die sehr teure Klasse „7“ (über 2000 cm³ oder breiter als 1,71 m) war gezielt geschaffen worden, um Importfahrzeuge zu erfassen und deren Besitz zu verteuern.

## Sonderkennzeichen

### Diplomatische Kennzeichen
Diplomatenkennzeichen haben weiße Schrift auf blauem Grund.

### United States Forces Japan

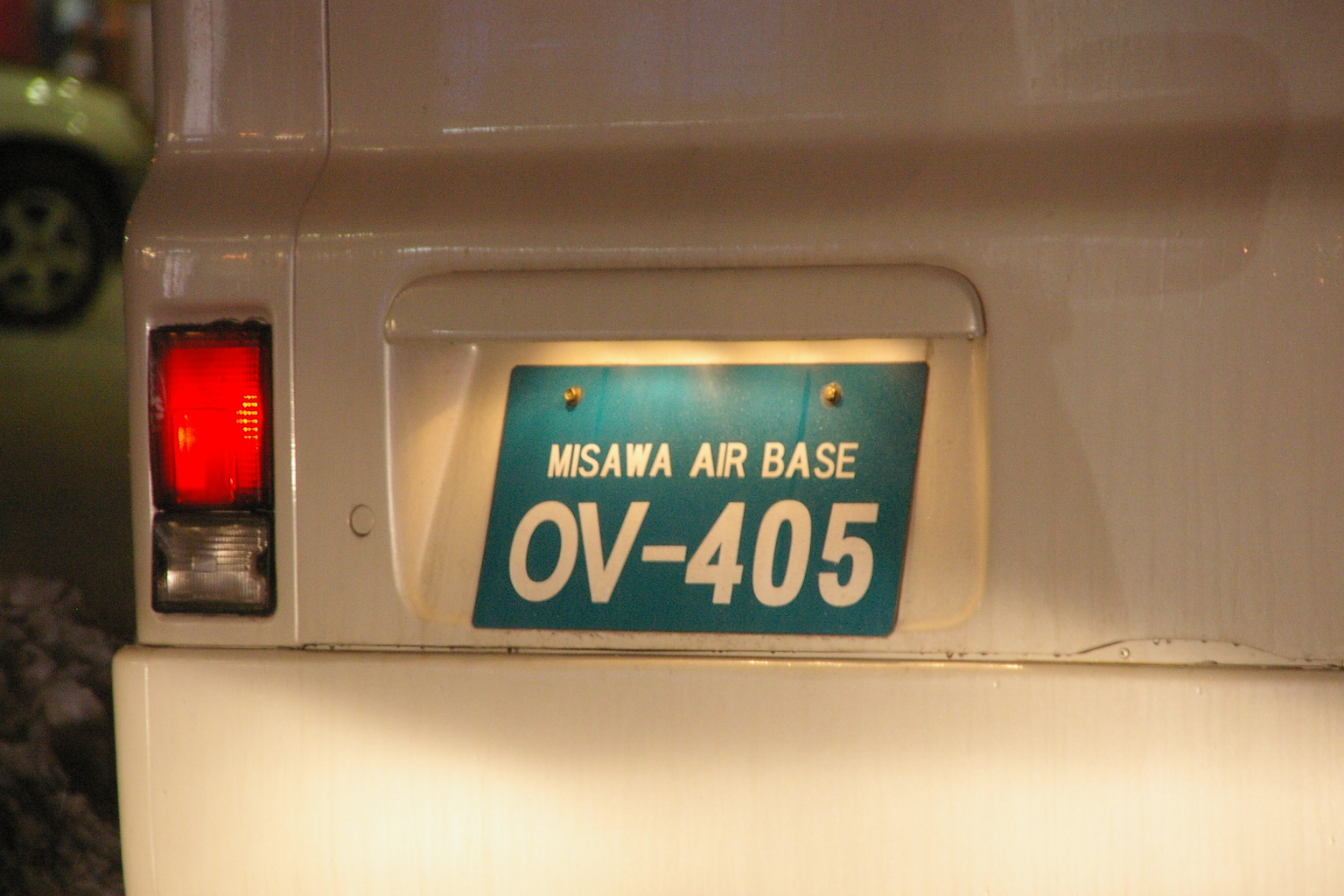
Kennzeichen der United States Forces Japan

Dienstwagen der US-Streitkräfte in Japan tragen nach dem Status of Forces Agreement (SOFA) ein „Y“ auf einer weißen oder ein „A“ auf einer gelben Tafel, wo sich normalerweise die hiragana Zeichen befinden. Frühere Versionen zeigten die Buchstaben „K“, „M“, „G“, „H“ oder „E“, die anzeigten, dass das Fahrzeug importiert und links gesteuert ist. Seit 1980 wird abgeraten, ein Fahrzeug von den USA nach Japan zu verschiffen, seitdem erwerben viele Angehörige der US-Streitkräfte ihre Autos auf dem Gebrauchtwagenmarkt außerhalb des Stützpunktes oder übernehmen die Fahrzeuge von dem Personal, das abgelöst wurde und Japan verlässt.

## Liste japanischer regionaler Kennzeichen, sortiert nach Präfekturen

Geographische Verteilung von Kennzeichen in Yamanashi…

…und in Shizuoka. 富士山 („Berg Fuji“) ist seit 2008 ein präfekturübergreifendes Kennzeichen: Es wird für Anrainergemeinden des Fuji auf beiden Seiten der Grenze verwendet.

Anmerkung: Prinzipiell hat in Japan jede Präfektur ein Kfz-Kennzeichen. Durch die große Zahl von Kraftfahrzeugen in manchen Präfekturen gibt es innerhalb einer solchen Präfektur mehrere Zulassungsstellen. Im 21. Jahrhundert wurden einige neue Kennzeichen eingeführt, für die es keine eigenen, neuen Zulassungsstellen gibt, so dass eine Zulassungsstelle verschiedene Kennzeichen für verschiedene Teilgebiete ihres Zuständigkeitsbereichs ausgibt. In Okinawa wiederum gibt es verschiedene Zulassungsstellen, aber nur ein Kennzeichen. Die folgende Liste ist geografisch von Norden nach Süden sortiert.
| Präfektur | Kennzeichen           | Gemeinde der Zulassungsstelle |
| --------- | --------------------- | ----------------------------- |
| Hokkaidō  | 札幌 Sapporo          | Sapporo-shi                   |
| Hokkaidō  | 函館 Hakodate         | Hakodate-shi                  |
| Hokkaidō  | 帯広 Obihiro          | Obihiro-shi                   |
| Hokkaidō  | 室蘭 Muroran          | Muroran-shi                   |
| Hokkaidō  | 釧路 Kushiro          | Kushiro-shi                   |
| Hokkaidō  | 旭川 Asahikawa        | Asahikawa-shi                 |
| Hokkaidō  | 北見 Kitami           | Kitami-shi                    |
| Aomori    | 青森 Aomori           | Aomori-shi                    |
| Aomori    | 弘前 Hirosaki         | Aomori-shi                    |
| Aomori    | 八戸 Hachinohe        | Hachinohe-shi                 |
| Akita     | 秋田 Akita            | Akita-shi                     |
| Yamagata  | 山形 Yamagata         | Yamagata-shi                  |
| Yamagata  | 庄内 Shōnai           | Mikawa-machi                  |
| Iwate     | 岩手 Iwate            | Yahaba-chō                    |
| Iwate     | 盛岡 Morioka          | Yahaba-chō                    |
| Iwate     | 平泉 Hiraizumi        | Yahaba-chō                    |
| Miyagi    | 宮城 Miyagi           | Sendai-shi                    |
| Miyagi    | 仙台 Sendai           | Sendai-shi                    |
| Fukushima | 福島 Fukushima        | Fukushima-shi                 |
| Fukushima | 会津 Aizu             | Fukushima-shi                 |
| Fukushima | 郡山 Kōriyama         | Fukushima-shi                 |
| Fukushima | 白河 Shirakawa        | Fukushima-shi                 |
| Fukushima | いわき Iwaki          | Iwaki-shi                     |
| Ibaraki   | 水戸 Mito             | Mito-shi                      |
| Ibaraki   | 土浦 Tsuchiura        | Tsuchiura-shi                 |
| Ibaraki   | つくば Tsukuba        | Tsuchiura-shi                 |
| Tochigi   | 宇都宮 Utsunomiya     | Utsunomiya-shi                |
| Tochigi   | 那須 Nasu             | Utsunomiya-shi                |
| Tochigi   | とちぎ Tochigi        | Sano-shi                      |
| Gunma     | 群馬 Gunma            | Maebashi-shi                  |
| Gunma     | 前橋 Maebashi         | Maebashi-shi                  |
| Gunma     | 高崎 Takasaki         | Maebashi-shi                  |
| Saitama   | 大宮 Ōmiya            | Saitama-shi                   |
| Saitama   | 川口 Kawaguchi        | Saitama-shi                   |
| Saitama   | 所沢 Tokorozawa       | Tokorozawa-shi                |
| Saitama   | 川越 Kawagoe          | Tokorozawa-shi                |
| Saitama   | 熊谷 Kumagaya         | Kumagaya-shi                  |
| Saitama   | 春日部 Kasukabe       | Kasukabe-shi                  |
| Saitama   | 越谷 Koshigaya        | Kasukabe-shi                  |
| Chiba     | 千葉 Chiba            | Chiba-shi                     |
| Chiba     | 成田 Narita           | Chiba-shi                     |
| Chiba     | 習志野 Narashino      | Funabashi-shi                 |
| Chiba     | 市川 Ichikawa         | Funabashi-shi                 |
| Chiba     | 船橋 Funabashi        | Funabashi-shi                 |
| Chiba     | 袖ヶ浦 Sodegaura      | Sodegaura-shi                 |
| Chiba     | 市原 Ichihara         | Sodegaura-shi                 |
| Chiba     | 野田 Noda             | Noda-shi                      |
| Chiba     | 柏 Kashiwa            | Noda-shi                      |
| Chiba     | 松戸 Matsudo          | Noda-shi                      |
| Tokio     | 品川 Shinagawa        | Shinagawa-ku                  |
| Tokio     | 世田谷 Setagaya       | Shinagawa-ku                  |
| Tokio     | 練馬 Nerima           | Nerima-ku                     |
| Tokio     | 杉並 Suginami         | Nerima-ku                     |
| Tokio     | 板橋 Itabashi         | Nerima-ku                     |
| Tokio     | 足立 Adachi           | Adachi-ku                     |
| Tokio     | 江東 Kōtō             | Adachi-ku                     |
| Tokio     | 葛飾 Katsushika       | Adachi-ku                     |
| Tokio     | 八王子 Hachiōji       | Hachiōji-shi                  |
| Tokio     | 多摩 Tama             | Kunitachi-shi                 |
| Kanagawa  | 横浜 Yokohama         | Yokohama-shi                  |
| Kanagawa  | 川崎 Kawasaki         | Kawasaki-shi                  |
| Kanagawa  | 相模 Sagami           | Aikawa-machi                  |
| Kanagawa  | 湘南 Shōnan           | Hiratsuka-shi                 |
| Niigata   | 新潟 Niigata          | Niigata-shi                   |
| Niigata   | 長岡 Nagaoka          | Nagaoka-shi                   |
| Niigata   | 上越 Jōetsu           | Nagaoka-shi                   |
| Toyama    | 富山 Toyama           | Toyama-shi                    |
| Ishikawa  | 石川 Ishikawa         | Kanazawa-shi                  |
| Ishikawa  | 金沢 Kanazawa         | Kanazawa-shi                  |
| Fukui     | 福井 Fukui            | Fukui-shi                     |
| Yamanashi | 山梨 Yamanashi        | Fuefuki-shi                   |
| Yamanashi | 富士山 Fujisan        | Fuefuki-shi                   |
| Nagano    | 長野 Nagano           | Nagano-shi                    |
| Nagano    | 松本 Matsumoto        | Matsumoto-shi                 |
| Nagano    | 諏訪 Suwa             | Matsumoto-shi                 |
| Gifu      | 岐阜 Gifu             | Gifu-shi                      |
| Gifu      | 飛騨 Hida             | Takayama-shi                  |
| Shizuoka  | 静岡 Shizuoka         | Shizuoka-shi                  |
| Shizuoka  | 浜松 Hamamatsu        | Hamamatsu-shi                 |
| Shizuoka  | 沼津 Numazu           | Numazu-shi                    |
| Shizuoka  | 伊豆 Izu              | Numazu-shi                    |
| Shizuoka  | 富士山 Fujisan        | Numazu-shi                    |
| Aichi     | 名古屋 Nagoya         | Nagoya-shi                    |
| Aichi     | 豊橋 Toyohashi        | Toyohashi-shi                 |
| Aichi     | 三河 Mikawa           | Toyota-shi                    |
| Aichi     | 豊田 Toyota           | Toyota-shi                    |
| Aichi     | 岡崎 Okazaki          | Toyota-shi                    |
| Aichi     | 尾張小牧 Owari-Komaki | Komaki-shi                    |
| Aichi     | 一宮 Ichinomiya       | Komaki-shi                    |
| Aichi     | 春日井 Kasugai        | Komaki-shi                    |
| Mie       | 三重 Mie              | Tsu-shi                       |
| Mie       | 鈴鹿 Suzuka           | Tsu-shi                       |
| Mie       | 四日市 Yokkaichi      | Tsu-shi                       |
| Mie       | 伊勢志摩 Ise-Shima    | Tsu-shi                       |
| Shiga     | 滋賀 Shiga            | Moriyama-shi                  |
| Kyōto     | 京都 Kyōto            | Kyōto-shi                     |
| Osaka     | なにわ Naniwa         | Ōsaka-shi                     |
| Osaka     | 大阪 Ōsaka            | Neyagawa-shi                  |
| Osaka     | 和泉 Izumi            | Izumi-shi                     |
| Osaka     | 堺 Sakai              | Izumi-shi                     |
| Nara      | 奈良 Nara             | Yamato-Kōriyama-shi           |
| Nara      | 飛鳥 Asuka            | Yamato-Kōriyama-shi           |
| Wakayama  | 和歌山 Wakayama       | Wakayama-shi                  |
| Hyōgo     | 神戸 Kōbe             | Kōbe-shi                      |
| Hyōgo     | 姫路 Himeji           | Himeji-shi                    |
| Tottori   | 鳥取 Tottori          | Tottori-shi                   |
| Shimane   | 島根 Shimane          | Matsue-shi                    |
| Shimane   | 出雲 Izumo            | Matsue-shi                    |
| Okayama   | 岡山 Okayama          | Okayama-shi                   |
| Okayama   | 倉敷 Kurashiki        | Okayama-shi                   |
| Hiroshima | 広島 Hiroshima        | Hiroshima-shi                 |
| Hiroshima | 福山 Fukuyama         | Fukuyama-shi                  |
| Yamaguchi | 山口 Yamaguchi        | Yamaguchi-shi                 |
| Yamaguchi | 下関 Shimonoseki      | Yamaguchi-shi                 |
| Tokushima | 徳島 Tokushima        | Tokushima-shi                 |
| Kagawa    | 香川 Kagawa           | Takamatsu-shi                 |
| Kagawa    | 高松 Takamatsu        | Takamatsu-shi                 |
| Ehime     | 愛媛 Ehime            | Matsuyama-shi                 |
| Kōchi     | 高知 Kōchi            | Kōchi-shi                     |
| Fukuoka   | 福岡 Fukuoka          | Fukuoka-shi                   |
| Fukuoka   | 北九州 Kitakyūshū     | Kitakyūshū-shi                |
| Fukuoka   | 筑豊 Chiku[-]hō       | Iizukashi                     |
| Fukuoka   | 久留米 Kurume         | Kurumeshi                     |
| Saga      | 佐賀 Saga             | Saga-shi                      |
| Nagasaki  | 長崎 Nagasaki         | Nagasaki-shi                  |
| Nagasaki  | 佐世保 Sasebo         | Sasebo-shi                    |
| Kumamoto  | 熊本 Kumamoto         | Kumamoto-shi                  |
| Ōita      | 大分 Ōita             | Ōita-shi                      |
| Miyazaki  | 宮崎 Miyazaki         | Miyazaki-shi                  |
| Kagoshima | 鹿児島 Kagoshima      | Kagoshima-shi                 |
| Kagoshima | 奄美 Amami            | Amami-shi                     |
| Okinawa   | 沖縄 Okinawa          | Urasoe-shi                    |
| Okinawa   | 沖縄 Okinawa          | Miyakojima-shi                |
| Okinawa   | 沖縄 Okinawa          | Ishigaki-shi                  |